# 주니오르 모라이스
알루이시우 샤비스 히베이루 모라이스 주니오르(포르투갈어: Aluísio Chaves Ribeiro Moraes Júnior, 1991년 10월 28일 ~ )는 흔히 주니오르 모라이스(포르투갈어: Júnior Moraes)라 불리는 브라질의 축구 선수로 포지션은 스트라이커다. 2018년 현재 우크라이나 프리미어리그 샤흐타르 도네츠크에서 활약하고 있다.

## 선수 생활

### 유소년 생활
주니오르 모라이스는 만 4살 때 상파울루 FC에서 축구를 시작했으며, 호비뉴와 같이 뛰었다.

### 산투스
주니오르 모라이스가 18세가 되었을 때, 산투스 FC의 감독 반데를레이 루솀부르구의 선택 아래 1군 팀에 합류하였다. 이 때 그와 같이 뛰었던 선수는 지에구, 마르셀루 안토니우, 사구 그리고 호비뉴였다. 2007 시즌 전국 리그에 15경기에 출전하여 1골을 기록하였다. 이 골은 보타포구 FR을 상대로 기록한 골이었다. 같은 연도 산투스 FC가 참가하는 주리그인 캄페오나투 파울리스타 결승전, AD 상카에타누와의 경기에서도 득점하였고, 팀의 우승에 기여하였다. 2008 시즌 전국 리그 개막전에서 CR 플라멩구을 상대로 득점을 기록하였다.

### 글로리아 비스트리차
2010년 겨울 주니오르 모라이스는 루마니아 리가 I 글로리아 비스트리차로 이적하였고, 데뷔전에서 인상적인 경기력을 선보였다. 이 구단에서 17경기에 출전하여 10골을 기록하였다. 이후 2010-11 시즌에서도 꾸준한 경기력을 선보였고, 8골을 기록하였다. 주니오르 모라이스는 루마니아에서 통산 18골을 기록하게 되었다.

### CSKA 소피아

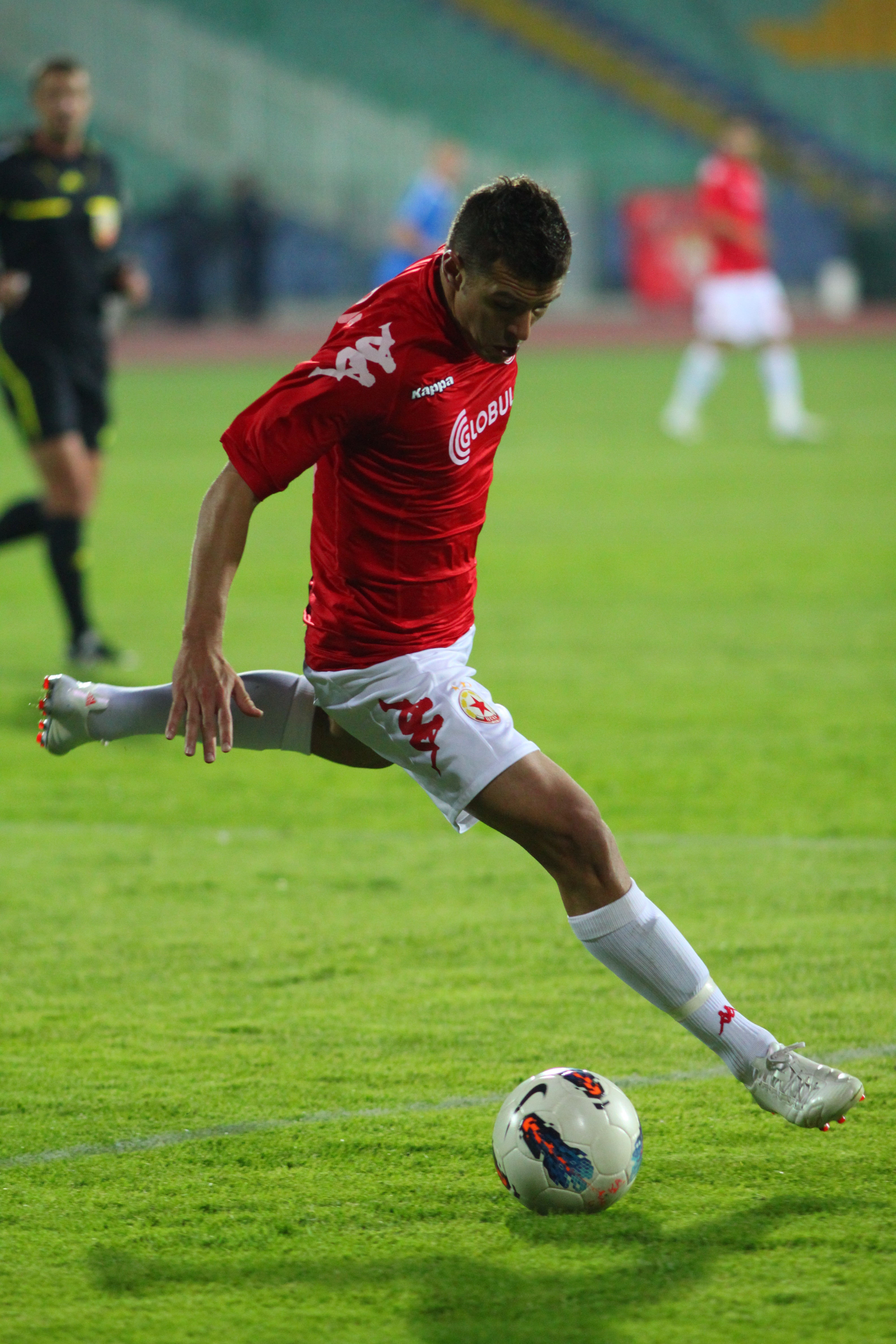
2011년 CKSA 소피아 시절 주니오르 모라이스

2011년 여름 주니오르 모라이스는 불가리아 파르바리가의 PFC CSKA 소피아로 이적하였다. 그 해 9월 12일 3-0 승리를 거둔 PFC 로코모티프 플로브디프와의 홈 경기에서 데뷔전을 가졌고, 그 중 한 골을 페널티킥으로 기록하였다. 10월 2일 PFC 스베트카비차 타르고비슈테와의 경기에서 멀티골을 기록하였다. 11-12 시즌 막바지인 5월 19일 PFC 리텍스 로베치를 상대로 해트트릭을 기록하였으며, 이반 스토야노프와 함께 리그 최다득점자로 시즌을 마무리지었다. 시즌 종료 이후, 파르바리가 올해의 선수상을 수상하였다.

#### 디나모 키예프
2015년 5월 22일 메탈루르흐 도네츠크로부터 자유 계약으로 풀린 주니오르 모라이스는 우크라이나 프리미어리그의 FC 디나모 키예프와 3년 계약을 맺고 이적하였다. 그는 FC 샤흐타르 도네츠크와의 우크라이나 슈퍼컵 경기에서 데뷔전을 가졌다. 7월 25일 FC 올림피크 도네츠크를 상대로 디나모 키예프에서의 데뷔골을 기록하였다. 9월 16일에는 UEFA 챔피언스리그 조별 리그 포르투갈의 구단 FC 포르투와의 경기에서 데뷔전을 가졌다. 9월 29일 UEFA 챔피언스리그 조별 리그 이스라엘의 구단 마카비 텔아비브 FC와의 경기에서 본인의 챔피언스리그 데뷔골을 기록하였다. 그가 활약한 디나모 키예프는 15-16 시즌 UEFA 챔피언스리그에서 16년만에 처음으로 16강에 진출하였으며, 우크라이나 프리미어리그 우승을 차지하였다.

#### 톈진 취안젠 (임대)
2017년 2월 28일 주니오르 모라이스는 중국 슈퍼리그의 톈진 취안젠으로 임대
이적하였다. 그러나 단 3경기만 출전하였고, 한 골도 기록하지 못하고 여름에 팀을 떠났다.

## 개인사
주니오르 모라이스는 스포츠인이었던 부모들 사이에서 태어났다. 그의 아버지는 CR 플라멩구와 산투스 FC의 축구 선수였으며, 어머니는 파울리스타의 테니스 챔피언이었다. 그의 형제 브루누 모라이스도 산투스 FC와 FC 포르투에서 활약한 축구 선수이며, 누이 또한 축구 선수였으나 부상으로 인해 일찍이 선수 생활을 마감했다.
주니오르 모라이스는 우크라이나 축구 협회로부터 우크라이나 축구 국가대표팀에 소집될 것인지 문의를 받은 적이 있다.

## 수상

### 구단

#### 산투스
- 캄페오나투 파울리스타 (1) : 2007

#### 디나모 키예프
- 우크라이나 프리미어리그 (1) : 2015-16
- 우크라이나 슈퍼컵 (1) : 2016

### 개인
- 파르바리가 올해의 선수 (1) : 2011-12